# كيه في ميخيلين
نادي كيه في ميتشلن أو بالفرنسية (KV Mechelen) هو ناد رياضي بلجيكي يعتبر هو النادي الأساسي لبلجيكا والمتميز هناك يلعب في الدوري البلجيكي الممتاز.
تأسس النادي سنة 1904 وأخد اسم نادي كيه في ميتشلن لكرة القدم وأصبح النادي الأكثر تميزا في الدوري البلجيكي الممتاز.
شارك النادي في عدة مشاركات دولية ومحلية ومن مشاركاتها المحلية كأس بلجيكا و الدوري البلجيكي الممتاز وشارك في عدة مباريات دولية ودية مع مختلف الأندية.
حاز النادي على لقب كأس السوبر الأوروبيسنة 1988 وكان النادي ثاني الأندية البلجيكية تتوج بكأس السوبر الأوروبي.

## مشاركات النادي
شارك النادي في عدة مسابقات إقليمية ومحلية وعدة مباريات ودية مع مختلف الأندية وأبرز مشاركاته׃

### مشاركات عالمية
عدة مباريات ودية مع مختلف أندية العالم

### مشاركات إقليمية ׃أوروبا
- بطولة ׃ كأس السوبر الأوروبي

- دوري׃ دوري أبطال أوروبا

### إسبانيا
مباراة ودية׃ كأس جوهان غامبر 1966 -2013

### السعودية
مباراة ودية׃إستعدادات الأندية ׃2012

### مشاركات محلية
بطولة׃كأس بلجيكا
دوري׃الدوري البلجيكي الدرجة الثانية
دوري׃الدوري البلجيكي الممتاز

## التتويجات
| اللقب               | السنة |
| ------------------- | ----- |
| كأس السوبر الأوروبي | 1988  |
| كأس جوان غامبر      | 1989  |
| كأس بلجيكا          | '     |

## تشكيلة الفريق الحالية

### الدفاع
| اسم الاعب        | الرقم |
| ---------------- | ----- |
| لاورينس باولوسن  | 2     |
| ميلوس كوساتوفيتش | 33    |
| مراد ساطلي       |       |
| سييت دي قيتيه    | 4     |
| شيلدون باتيو     | 6     |
| فلاديمير فولكوف  | 3     |

### الوسط
| عنوان العمود   | عنوان العمود |
| -------------- | ------------ |
| جلين كلاييس    | 77           |
| إبراهيم السيسي | 44           |
| جواشيم فان دام | 20           |
| رافال فولسكي   | 10           |
| ستيفن دي بيتر  | 12           |

### الهجوم
| اللاعب             | الرقم |
| ------------------ | ----- |
| ديلابور فيسليوفيتش | 9     |
| جينس تاسينس        | 17    |
| نيكولاس فيردير     | 99    |

## بعض الإحصائيات في الثمانينات

### كأس جوان غامبر1989
| المباراة                   | النتيجة | الفائز      |
| -------------------------- | ------- | ----------- |
| ميتشلن بلجيكا - سوشو فرنسا | 00-02   | نادي ميتشلن |

### كأس السوبر الأوروبي 1989
| المباراة                                      | النتيجة | الفائز            |
| --------------------------------------------- | ------- | ----------------- |
| ميتشلن بلجيكا - بي إس في إيندهوفن هولندا      | 00-03   | نادي ميتشلن       |
| بي إس في إيندهوفن هولندا - نادي ميتشلن بلجيكا | 00-01   | بي إس في إيندهوفن |

## أبرز إنتقالات اللاعبين
| التاريخ    | اللاعب            | نقل من                  | نقل إلى            | النوع     |
| ---------- | ----------------- | ----------------------- | ------------------ | --------- |
| 01/01/2006 | بيورن فليمينكس    | نادي بيفيرين بلجيكا     | ميتشلن بلجيكا      | انتقال    |
| 01/01/2007 | أوليفر وانر       | نادي ميتشلن             | نادي بروكسل بلجيكا | انتقال حر |
| 21/07/2009 | عبد الله ذيب      | نادي شباب الاردن الأردن | نادي ميتشلن بلجيكا | إنتقال    |
| 31/12/2013 | ايفان أوبرادوفيتش | نادي ريال سرقطة إسبانيا | نادي ميتشلن بلجيكا | انتقال    |
|            |                   |                         |                    |           |